# Belá (Žilina)
Belá (in ungherese Bella) è un comune della Slovacchia facente parte del distretto di Žilina, nella regione omonima.